# Saint-Anne
A Saint-Anne folyó Franciaország területén, a Dourdou de Conques jobb oldali mellékfolyója.

## Földrajzi adatok
A folyó Aveyron megyében ered , és Conques-nél torkollik a Dourdou de Conques-ba. Hossza 7 km.

## Megyék és helységek a folyócska mentén
- Aveyron : Conques.